# ROPS
ROPS（ロップス）は、日本のバンドI-luluの1枚目のオリジナルアルバム。

## 解説
- 2006年4月26日にビクターエンタテインメントのget over the recordsよりリリースされた。
- デビューシングル「太陽のカサ」を収録した。ボーナストラックとしてデビューシングルのカップリング曲「ふたりで」の新しいアコースティックヴァージョンが収録されている。

## 収録曲
1. 太陽のカサ
作詞：水島歌菜 / 作曲：片山義美
デビューシングル。フジテレビ系列『奇跡体験!アンビリバボー』エンディングテーマ
2. カンヒザクラ
作詞：Mio Aoyama / 作曲：D·A·I
3. ピストル
作詞：木谷雅 / 作曲：D·A·I
テレビ東京ドラマ『心霊探偵 八雲』テーマ・ソング
4. 星砂
作詞：水島歌菜 / 作曲：片山義美
5. This way!!
作詞：水島歌菜 / 作曲：D·A·I
6. 雨上がりの午後
作詞：片山義美 / 作曲：片山義美
7. Beautiful spider
作詞：木谷雅 / 作曲：D·A·I
8. End love
作詞：水島歌菜 / 作曲：片山義美
9. fly fly
作詞：水島歌菜 / 作曲：片山義美
10. 愛の言葉
作詞：水島歌菜 / 作曲：片山義美
映画『純ブライド』主題歌
11. extra world
作詞：水島歌菜 / 作曲：片山義美
12. ふたりで〜Acoustic Ver.〜
作詞：水島歌菜 / 作曲：片山義美
ボーナストラック。デビューシングルカップリング曲のアコースティックバージョン。